# Bruno Bettelheim
Bruno Bettelheim (Viena, Austria; 28 de agosto de 1903 - Chicago, Estados Unidos; 13 de marzo de 1990) fue un psicoanalista y psicólogo austriaco.

## Biografía
Hasta bien entrados los 30 años, tuvo que hacerse cargo de la familia como consecuencia de la muerte prematura de su padre. Una vez solucionados sus problemas económicos, terminó los estudios de filosofía en la Universidad de Viena. Se casó y adoptó un niño. Cuando Austria es anexionada a Alemania, por su condición de judío en Austria, fue prisionero en los campos de concentración de Dachau y de Buchenwald desde 1938 hasta 1939, durante once meses. Fue puesto en libertad como consecuencia de una amnistía que declaró Hitler ese año con ocasión de su cumpleaños. 
Llegó a Estados Unidos en 1941, donde contrajo de nuevo matrimonio y tuvo tres hijos. Fue analizado por el psicoanalista Richard Sterba. Obtuvo la ciudadanía estadounidense en 1944. 
Se interesó por el autismo, pero desde una posición que le separa de modo obvio de Leo Kanner, uno de los primeros científicos en describir este trastorno. Frente a la experiencia clínica y búsqueda científica y neurobiológica de este, Bettelheim adoptó una postura más doctrinaria, partiendo de los postulados psicoanalíticos (como el supuesto rechazo inicial de los padres hacia el neonato como medio de autoprotección) y tratando también de incorporar la epistemología genética de Piaget. Su experiencia de aislamiento en los campos de concentración le llevó a hipotetizar que el autismo era consecuencia de una mala práctica educativa, y popularizó el término de "madres nevera" para hacer referencia al distanciamiento materno como causa del trastorno. Esta teoría pseudocientífica resultó iatrogénica, haciendo que las madres se sintieran culpables de que sus hijos padecieran lo que en realidad es un trastorno neurológico y genético que nada tiene que ver con las conductas de crianza de madres o padres. En 1947 fundó y fue director de la Escuela Ortogénica de Chicago (Orthogenic School), donde los niños eran separados de sus madres para emprender una terapia que se suponía que había de reeducar a sus pacientes. Desde 1963, fue profesor de Psiquiatría en la Universidad de Chicago.
Pasó gran parte de su vida como director de una sección en la Universidad de Chicago, que servía de hogar para niños emocionalmente perturbados. Escribió libros acerca de la psicología normal y anormal de los niños.
En 1987 quedó postrado por un ataque de apoplejía y tres años después sufrió de depresión y se suicidó, en 1990, seis años después de que su esposa muriera de cáncer.
Tras su muerte, aparecieron alegaciones acerca de la falsificación de credenciales, plagio y abusos físicos y sexuales a los pacientes internados en sus escuelas.

## Influencia
En una época en la que el psicoanálisis estaba en boga en América, el impacto de su obra fue enorme. Se atribuía el autismo al estilo de crianza de los padres, creando en estos serios problemas de autoinculpación. El mismo término de autismo se volvió difuso y se abusó de él en el diagnóstico, convirtiéndose casi en una moda.
Pero, poco a poco, la escasa base científica hizo que las aportaciones de Bettelheim y las de la escuela psicoanalítica sobre el autismo fueran en declive. A partir del siglo XXI, sus teorías han sido criticadas y reemplazadas por otras con base en evidencias científicas y datos experimentales en las guías de buena praxis en el tratamiento del autismo.

## Obra
Es autor del libro The Uses of Enchantment. The Meaning and Importance of Fairy Tales publicado por primera vez en Gran Bretaña por Thames and Hudson en 1976. A través de este libro explica la importancia de los cuentos de hadas en la vida de los niños y traduce sus contenidos simbólicos.
- 1943 "Individual and Mass Behavior in Extreme Situations", Journal of Abnormal and Social Psychology, 38: 417-452
- 1950 Love Is Not Enough: The Treatment of Emotionally Disturbed Children, Free Press, Glencoe, Ill.
- 1954 Symbolic Wounds; Puberty Rites and the Envious Male, Free Press, Glencoe, Ill.
- 1955 Truants From Life; The Rehabilitation of Emotionally Disturbed Children, Free Press, Glencoe, Ill.
- 1959 "Joey: A 'Mechanical Boy'", Scientific American, 200, March 1959: 117-126. (About a boy who believes himself to be a robot)
- 1960 The Informed Heart: Autonomy in a Mass Age, The Free Press, Glencoe, Ill.
- 1962 Dialogues with Mothers (Diálogos con las madres de niños normales), The Free Press, Glencoe, Ill.
- 1967 The Empty Fortress: Infantile Autism and the Birth of the Self, The Free Press, New York
- 1969 The Children of the Dream, Macmillan, London & New York (About the raising of children in kibbutz)
- 1974 A Home for the Heart, Knopf, New York. (Acerca de la Escuela Ortogénica de Bettelheim, Universidad de Chicago, para niños esquizofrénicos y autistas)
- 1976 The Uses of Enchantment: The Meaning and Importance of Fairy Tales, Knopf, New York
- 1979 Surviving and Other Essays, Knopf, New York (Incluye el ensayo "The Ignored Lesson of Anne Frank")
- 1982 On Learning to Read: The Child's Fascination with Meaning (Aprender a leer) (con Karen Zelan), Knopf, New York
- 1982 Freud and Man's Soul, Knopf, 1983, ISBN 0-394-52481-0
- 1987 A Good Enough Parent: A Book on Child-Rearing, Knopf, New York
- 1990 Freud's Vienna and Other Essays, Knopf, New York
- 1994 Bettelheim, Bruno & Ekstein, Rudolf: Grenzgänge zwischen den Kulturen. Das letzte Gespräch zwischen Bruno Bettelheim und Rudolf Ekstein. In: Kaufhold, Roland (ed.) (1994): Annäherung an Bruno Bettelheim. Maguncia (Grünewald): 49–60

## Aparición cinematográfica
Bruno Bettelheim aceptó la invitación de Woody Allen para aparecer en la película Zelig de 1983.